# Nikolaï Vassilievitch Smirnov
Pour les articles homonymes, voir Smirnov.
Nikolaï Vassilievitch Smirnov (russe : Николай Васильевич Смирнов) (4 octobre 1900 – 2 juin 1966) est un mathématicien soviétique russe connu pour son travail dans divers domaines, notamment la théorie des probabilités et de la statistique.
Il obtient son doctorat à l'université d'État de Moscou et poursuit ses recherches à l'institut de mathématiques Steklov.
Il est à l'origine, avec Andreï Kolmogorov, du test de Kolmogorov-Smirnov